# Wieża (skała)

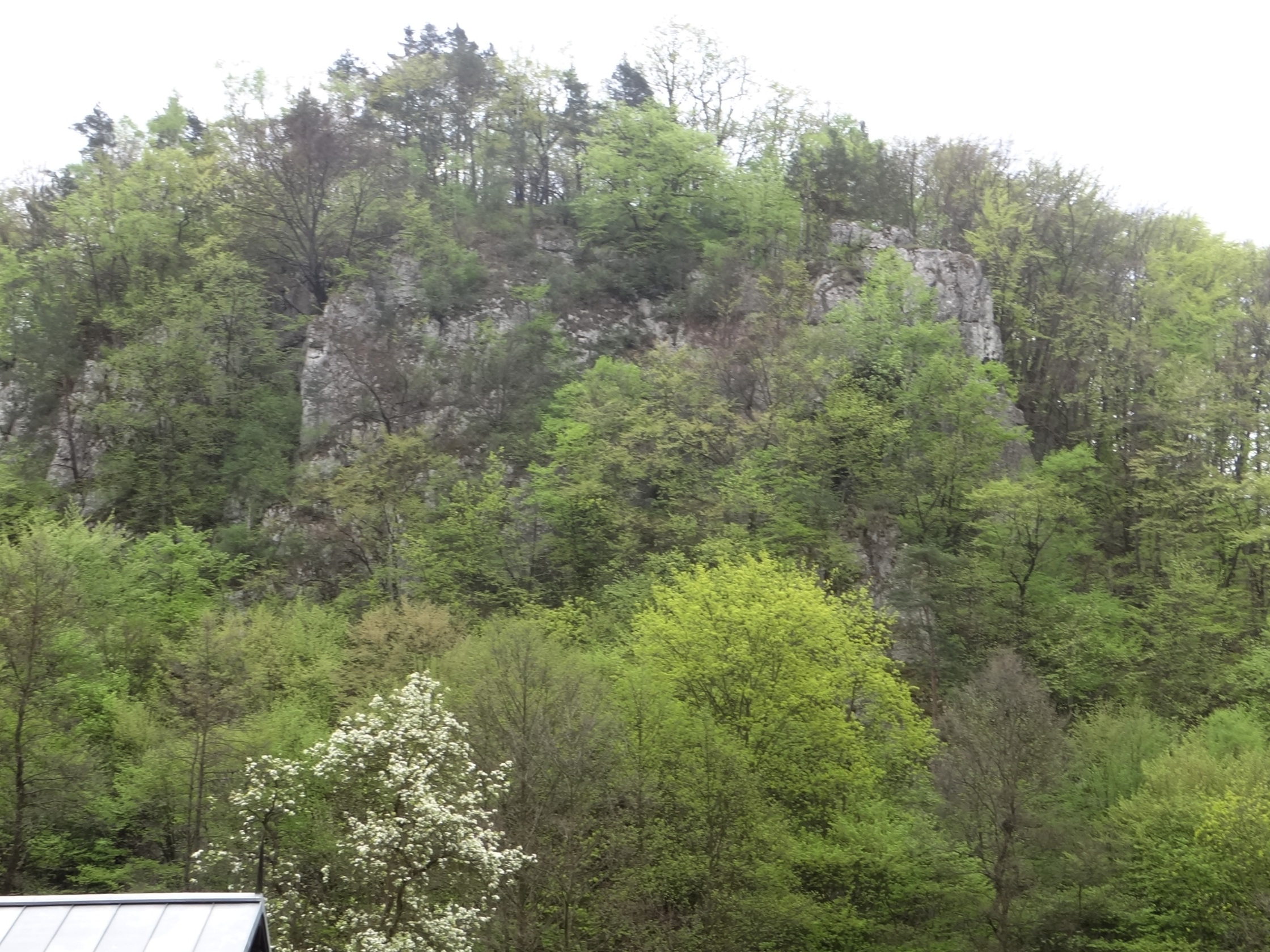
Widok na Wieżę ze szlaku turystycznego

Wieża – skała w lewych zboczach Doliny Prądnika w Ojcowskim Parku Narodowym. Znajduje się naprzeciwko wylotu wąwozu Stodoliska. Wieża wraz ze Skałami Suczymi i skałą Stokową u wylotu Stodolisk tworzy jedną ze skalnych bram Doliny Prądnika. Z powodu zarastania drzewami jest słabo widoczna z drogi prowadzącej dnem Doliny Prądnika.
Wieża jest największą ze skał masywu Ogrojec ciągnącego się na długości około 400 m nad lewym brzegiem Prądnika. W dolinie u jej podnóża (ale na prawym brzegu Prądnika) są pozostałości dawnego młyna Kopcińskiego. Zachowała się jeszcze młynówka i budynek młyna (obecnie przerobiony na strażniczówkę OPN). Pochodzą one z przełomu XIX i XX wieku, ale młyn prawdopodobnie istniał od XVI wieku.